# Ispik

Ispik är ett redskap som används under isbedömning vid långfärdsskridskoåkning  Det är en stav med metallspets som används för att bedöma egenskaper hos isen, som dess bärighet, typ och kvalité. Vid långfärdsskridskoåkning vill man ha ett stav- eller pikliknande redskap i varje hand till exempel för balansering vid svårare isförhållanden eller för stakåkning. Vissa modeller har t.o.m. fallskydd inbyggt i pikarna.
Huvudsakligen förekommer två typer av system. Det ena består av stavliknade pikar där höger och vänster stav är lika tunga. Det andra systemet har en tyngre, mer renodlad ispik och en lättare hjälpstav. Olika typer av anordningar att fästa de båda redskapen vid varandra förekommer ofta i båda systemen.
Systemet med stavliknande pikar är idealiskt för stakning, men pikfunktionen kan bli lidande om inte de båda delarna kan kopplas ihop så att man hugger med båda. Det förutsätter en så stabil koppling att de inte flyger isär när man hugger. För isbedömning föredrar vissa en tyngre pik och bara en stav, men de flesta föredrar två lätta stavar som blir en tyngre ispik när man kopplar ihop dem.
Det är högst olämpligt att använda skidstavar eller andra stavar med öglor runt handlederna eftersom dessa är hindrande om man går igenom isen.

Ispik